# Shyam Benegal
Shyam Benegal est un réalisateur, producteur et scénariste indien né le 14 décembre 1934 à Trimulgherry (Hyderabad, Inde britannique) et mort le 23 décembre 2024 à Bombay (Maharashtra).

## Biographie
Shyam Benegal a commencé sa carrière par la réalisation de nombreux spots publicitaires avant de se tourner vers le cinéma et de connaître le succès, notamment avec les films Ankur (1973) et Bhumika (1977). Shyam Benegal est à l'origine de ce que l'on nomme le « middle cinema », un genre entre cinéma commercial et cinéma d'art.
Il redéfinie la place des femmes dans le cinéma indien en brisant les conventions et en mettant en scène des personnages féminins indépendantes.

## Récompenses
- Distinctions
  - 1976 : Padma Shri
  - 1991 : Padma Bhushan
  - 2005 : Prix Dadasaheb Phalke

- Filmfare Awards
  - 1978 : Meilleur film pour Bhumika
  - 1980 : Meilleur film / Meilleur réalisateur pour Junoon
  - 1982 : Meilleur film pour Kalyug
- Prix Lotus pour l'ensemble de son œuvre au Festival mondial du film de Bangkok 2008

## Filmographie (non exhaustive)
- 1974 : Ankur, avec Shabana Azmi, Sadhu Meher et Anant Nag - réalisateur et scénariste
- 1975 : Nishant, avec Girish Karnad, Shabana Azmi, Amrish Puri et Naseeruddin Shah - réalisateur
- 1976 : Manthan, avec Girish Karnad, Amrish Puri et Naseeruddin Shah - réalisateur et scénariste
- 1977 : Bhumika, avec Smita Patil, Anant Nag, Naseeruddin Shah et Amrish Puri - réalisateur et scénariste
- 1978 : Junoon, avec Jalal Agha, Nafisa Ali et Shabana Azmi - réalisateur et scénariste
- 1981 : Kalyug, avec Shashi Kapoor, Rekha, Raj Babbar et Amrish Puri - réalisateur et scénariste
- 2001 : Zubeidaa, avec Karisma Kapoor, Rekha et Amrish Puri - réalisateur
- 2008 : Welcome to Sajjanpur avec Shreyas Talpade et Amrita Rao - réalisateur
- 2010 : Well Done Abba avec Boman Irani, Minissha Lamba et Sammir Dattani - réalisateur